# Ваныш-Алпаутовская волость
Ваныш-Алпаутовская волость, Ванышалпаутовская волость — волость в Бирском уезде Уфимской губернии. Волостной центр — деревня Ваныш-Алпаутова. Ныне территория волости Балтачевского, Бураевского, Калтасинского, Татышлинского и Янаульского районов Республики Башкортостан Российской Федерации.

## География
В пределах волости, на протяжении 35 вёрст, течет сплавная река Танып, по правую сторону которой местность гористая, а на левой стороне её ровная низкая площадь, заливаемая весеннею водою; имеются значительно высокие горы, особенно высокая гора — около дер. Нижне-Консуяровой; на ней, по преданию, зарезан один владетельный хан. В 1870-е годы в районе волости существовали непроходимые лесные рощи, окончательно вырубленные к 1905 году.

## Состав
На 1906 и 1913 годы 13 населённых пунктов.
- Абдуллина
- Актуган
- Алтаева
- Ардаш (ныне Ардашево)
- Байсакина
- Буадыбаш (ныне не существует)
- Бустанаева
- Ваныш-Алпаутова — волостной центр
- Варз-Тамакова (ныне Варзитамак)
- Верхне-Консуярова
- Каразерик
- Кисияр
- Кузбаева
- Кузеево
- Кутлуярова
- Куш-Иман
- Минлина
- Нижне-Консуярова
- Ново-Каргалина (ныне Новые Каргалы)
- Новый Ваныш (ныне Ванышево)
- Новый Кузбай
- Новый Тазлар (ныне Новотазларово)
- Савалеева
- Сарсас (ныне Сарсаз)
- Семенкина
- Старо-Каргалина (ныне Старые Каргалы)
- Старо-Тазларова (ныне Старотазларово)
- Сумсабаш
- Тойчубаева
- Тыканова
- Чурапанова
- Чургильдина (ныне Чургулды)
- Шавьяды-Тойчубаева (ныне Шавьяды)
- Юмакаева
- Янгизнаратова (ныне Ялгыз-Нарат)

## Население
На 1906 год население состояло из башкир (вотчинников и припущенников), удмуртов и марийцев, всего 16846 жителей обоего пола, исключительным занятием которых было земледелие.